# Valerij Klesjnjov
Valerij Klesjnjov, född den 15 oktober 1958 i Sankt Petersburg i Ryssland, är en sovjetisk roddare.
Han tog OS-silver i scullerfyra i samband med de olympiska roddtävlingarna 1980 i Moskva.